# Athletic Club de Madrid 1933-1934
Questa voce raccoglie le informazioni riguardanti l'Athletic Club de Madrid, antico nome del Club Atlético de Madrid, nelle competizioni ufficiali della stagione 1933-1934.

## Stagione
Nella stagione 1933-1934 i Colchoneros, allenati da Frederick Pentland, terminarono il campionato al secondo posto conquistando la promozione in Primera División. In Coppa della Repubblica l'Atlético Madrid fu invece eliminato al primo turno dall'Osasuna. Nel campionato regionale di Centro-Sur, la squadra si piazzò al secondo posto. La Copa de Castilla, che vide in finale l'Atlético e il C. D. Nacional, si concluse con la vittoria di quest'ultimo.

## Maglie e sponsor
| Manica sinistra · Manica sinistra · Maglietta · Maglietta · Manica destra · Manica destra · Pantaloncini · Calzettoni |

## Rosa
| N. |                       | Ruolo | Calciatore                         |
| -- | --------------------- | ----- | ---------------------------------- |
| -  | Spagna (bandiera)     | P     | Salvador Fernández Pacheco         |
| -  | Spagna (bandiera)     | P     | Guillermo Rodríguez Gómez          |
| -  | Spagna (bandiera)     | D     | Alfonso Olaso                      |
| -  | Spagna (bandiera)     | D     | Narciso Corral                     |
| -  | Spagna (bandiera)     | D     | Pedro Mendaro                      |
| -  | Porto Rico (bandiera) | C     | Eduardo Ordóñez                    |
| -  | Spagna (bandiera)     | C     | Antoñito                           |
| -  | Spagna (bandiera)     | C     | Santiago Buiría                    |
| -  | Spagna (bandiera)     | C     | José Carlos Castillo García-Tudela |
| -  | Spagna (bandiera)     | C     | Feliciano Gómez Pedreira           |

| N. |                   | Ruolo | Calciatore              |
| -- | ----------------- | ----- | ----------------------- |
| -  | Spagna (bandiera) | C     | Francisco Gómez Vicente |
| -  | Spagna (bandiera) | C     | Domingo Rey Ciaurriz    |
| -  | Spagna (bandiera) | A     | Ángel Arocha            |
| -  | Spagna (bandiera) | A     | Francisco Amunárriz     |
| -  | Spagna (bandiera) | A     | Manuel Guijarro         |
| -  | Spagna (bandiera) | A     | Santiago Losada         |
| -  | Spagna (bandiera) | A     | Julio Antonio Elícegui  |
| -  | Spagna (bandiera) | A     | Luis Marín Sabater      |
| -  | Spagna (bandiera) | A     | Camilo Liz Salgado      |
| -  | Spagna (bandiera) | A     | Gaspar Rubio            |

## Risultati

### Segunda División

#### Girone d'andata
| Vallecas 5 novembre 1933 1ª giornata | Athlétic Madrid | 3 – 1 referto | Deportivo La Coruña | Vallecas |

| Murcia 12 novembre 1933 2ª giornata | Murcia FC | 2 – 3 referto | Athlétic Madrid |  |

| Irún 18 novembre 1933 3ª giornata | Unión Irun | 3 – 1 referto | Athlétic Madrid | Gal |

| Vallecas 26 novembre 1933 4ª giornata | Athlétic Madrid | 3 – 1 referto | Sabadell | Vallecas |

| Pamplona 3 dicembre 1933 5ª giornata | Osasuna | 2 – 1 referto | Athlétic Madrid |  |

| Vallecas 10 dicembre 1933 6ª giornata | Athlétic Madrid | 4 – 0 referto | Celta Vigo | Vallecas |

| Siviglia 17 dicembre 1933 7ª giornata | Siviglia | 3 – 3 referto | Athlétic Madrid |  |

| Vallecas 24 dicembre 1933 8ª giornata | Athlétic Madrid | 5 – 1 referto | Sporting Gijón | Vallecas |

| Vitoria 31 dicembre 1933 9ª giornata | Alavés | 2 – 5 referto | Athlétic Madrid |  |

#### Girone di ritorno
| La Coruña 7 gennaio 1934 10ª giornata | Deportivo La Coruña | 1 – 2 referto | Athlétic Madrid |  |

| Vallecas 14 gennaio 1934 11ª giornata | Athlétic Madrid | 2 – 2 referto | Murcia FC | Vallecas |

| Vallecas 21 gennaio 1934 12ª giornata | Athlétic Madrid | 3 – 1 referto | Unión Irun | Vallecas |

| Sabadell 28 gennaio 1934 13ª giornata | Sabadell | 1 – 2 referto | Athlétic Madrid |  |

| Vallecas 4 febbraio 1934 14ª giornata | Athlétic Madrid | 3 – 1 referto | Osasuna | Vallecas |

| Vigo 12 febbraio 1933 15ª giornata | Celta Vigo | 4 – 0 referto | Athlétic Madrid |  |

| Vallecas 18 febbraio 1934 16ª giornata | Athlétic Madrid | 0 – 2 referto | Siviglia | Vallecas |

| Gijón 25 febbraio 1934 17ª giornata | Sporting Gijón | 1 – 0 referto | Athlétic Madrid |  |

| Vallecas 4 marzo 1934 18ª giornata | Athlétic Madrid | 5 – 0 referto | Alavés | Vallecas |

### Coppa della Repubblica
| Pamplona 11 marzo 1934 Primo turno – Andata        | Osasuna   | 2 – 0 referto | Athlétic Madrid | San Juan |
| \| \| \| \| \| Vergara 80’, 85’ \| Marcatori \| \| |           |               |                 |          |
|                                                    |           |               |                 |          |
| Vergara 80’, 85’                                   | Marcatori |               |                 |          |

| Vallecas 11 marzo 1934 Primo turno – Ritorno          | Athlétic Madrid | 1 – 1 referto | Osasuna | Vallecas |
| \| \| \| \| \| Arocha 5’ \| Marcatori \| 30’ Cuqui \| |                 |               |         |          |
|                                                       |                 |               |         |          |
| Arocha 5’                                             | Marcatori       | 30’ Cuqui     |         |          |

### Campeonato Mancomunado Centro-Sur
| Siviglia 3 settembre 1933 1ª giornata | Siviglia | 3 – 1 referto | Athlétic Madrid |  |

| Vallecas 10 settembre 1933 2ª giornata | Athlétic Madrid | 2 – 1 referto | Nacional Madrid | Vallecas |

| Madrid 17 settembre 1933 3ª giornata                   | Madrid CF | 0 – 2 referto        | Athlétic Madrid | Chamartín |
| \| \| \| \| \| \| Marcatori \| 14’ Arocha 42’ Marín \| |           |                      |                 |           |
|                                                        |           |                      |                 |           |
|                                                        | Marcatori | 14’ Arocha 42’ Marín |                 |           |

| Vallecas 24 settembre 1933 4ª giornata | Athlétic Madrid | 3 – 1 referto | Valladolid Deportivo | Vallecas |

| Siviglia 1º ottobre 1933 5ª giornata | Real Betis | 3 – 3 referto | Athlétic Madrid |  |

| Vallecas 8 ottobre 1933 6ª giornata | Athlétic Madrid | 3 – 2 referto | Siviglia | Vallecas |

| Madrid 12 ottobre 1933 7ª giornata | Nacional Madrid | 2 – 1 referto | Athlétic Madrid |  |

| Vallecas 15 ottobre 1933 8ª giornata                                              | Athlétic Madrid | 2 – 2 referto              | Madrid CF | Vallecas |
| \| \| \| \| \| Buiría 3’ Arocha 28’ \| Marcatori \| 40’ Olivares 70’ Quincoces \| |                 |                            |           |          |
|                                                                                   |                 |                            |           |          |
| Buiría 3’ Arocha 28’                                                              | Marcatori       | 40’ Olivares 70’ Quincoces |           |          |

| Valladolid 22 ottobre 1933 9ª giornata | Valladolid Deportivo | 1 – 2 referto | Athlétic Madrid |  |

| Vallecas 29 ottobre 1933 10ª giornata | Athlétic Madrid | 4 – 0 referto | Real Betis | Vallecas |

### Copa de Castilla
| 27 maggio 1934 Quarti di finale – Andata | Alcántara | 1 – 2 referto | Athlétic Madrid |  |

| Vallecas 3 giugno 1934 Quarti di finale – Ritorno | Athlétic Madrid | 7 – 0 referto | Alcántara | Vallecas |

| Vallecas 10 giugno 1934 Semifinale – Andata | Athlétic Madrid | 4 – 1 referto | Ferroviaria | Vallecas |

| Madrid 17 giugno 1934 Semifinale – Ritorno | Ferroviaria | 2 – 1 referto | Athlétic Madrid |  |

| Madrid 25 giugno 1934 Finale | Nacional Madrid | 4 – 2 referto | Athlétic Madrid |  |

## Statistiche

### Statistiche di squadra
| Competizione                      | Punti | Totale | Totale | Totale | Totale | Totale | Totale | DR  |
| Competizione                      | Punti | G      | V      | N      | P      | Gf     | Gs     | DR  |
| --------------------------------- | ----- | ------ | ------ | ------ | ------ | ------ | ------ | --- |
| Segunda División                  | 24    | 18     | 11     | 2      | 5      | 45     | 28     | +17 |
| Coppa della Repubblica            | -     | 2      | 0      | 1      | 1      | 1      | 3      | -2  |
| Campeonato Mancomunado Centro-Sur | 14    | 10     | 6      | 2      | 2      | 23     | 15     | +8  |
| Copa de Castilla                  | -     | 5      | 3      | 0      | 2      | 16     | 8      | +8  |
| Totale                            | 38    | 35     | 20     | 4      | 10     | 85     | 54     | +31 |